# Heliocheilus abaccheutus
Heliocheilus abaccheutus là một loài bướm đêm thuộc họ Noctuidae. Nó là loài đặc hữu của Queensland, Úc.